# Sex Is a Deadly Game
Sex Is a Deadly Game er en danskproduceret pornofilm fra 2007, der lader til at være den dyreste danske film i genren siden Zentropas fire sexfilm fra 1998-2005.
Filmen er en sexkrimi, hvor to politiopdagere (Jordan Hart og Allan Andersen) forsøger at komme til bunds i en mystisk mordgåde ved at afhøre medlemmer af offerets omgangskreds. Vi oplever den myrdedes vilde liv i flashbacks.
Sex Is a Deadly Game er indspillet i et stort hus nær Viborg, men er skrevet og instrueret af den engelske Frank Thring og har en mængde østeuropæiske modeller på rollelisten.
Den blev lanceret som "A hardcore who-dun-it", og dvd'en indeholder et teksthæfte, som bl.a. via citater fra det engelskspogede Wikipedia forklarer whodunit-genrens traditioner og baggrund.

## Medvirkende
- Natali DiAngelo – Helle
- Nikki Sun – Olga
- Valentina Velasquez – Valentina
- Linda Shane – City Girl
- Trinda Throng – Diana
- Denice Klarskov – Louise
- Jordan Hart – Inspector Nobel
- Allan Andersen – Detective Larsson
- Frank Thring – Peter Mellors